# Dziedzickia
Dziedzickia is een muggengeslacht uit de familie van de paddenstoelmuggen (Mycetophilidae).

## Soorten
- D. fuscipennis (Coquillett, 1905)
- D. longicornis (Coquillett, 1901)
- D. marginata (Dziedzicki, 1885)
- D. pentastylobia Baxter, 1989
- D. polyzona (Loew, 1869)
- D. separata (Johannsen, 1912)
- D. vittata (Coquillett, 1901)